# ジェームズ・アイヴォリー
ジェームズ・アイヴォリー（James Ivory, 1928年6月7日 - ）は、アメリカ合衆国カリフォルニア州バークレー出身の映画監督・脚本家である。

## 略歴
父はアイルランド系、母はフランス系アメリカ人。オレゴン大学で建築とファインアートを学んだ後、南カリフォルニア大学のフィルム・スクールで映画製作を学ぶ。学生時代にインドの細密画についての短篇を制作したが、同じインド人俳優のナレーターを起用していた短篇映画の製作者イスマイル・マーチャントとニューヨークで知り合う。
1961年にマーチャント・アイヴォリー・プロダクションを設立。以後、マーチャントがこの世を去る2005年まで40年以上の間、2人は公私にわたるパートナーとなる。その後、インドで映画を作ることとなり、ドイツ出身でインド人と結婚した作家ルース・プラワー・ジャブヴァーラの英語小説『The Householder』を作家本人の脚色で映画化した『新婚生活』で、1963年に長篇監督デビュー。彼女とは多くの作品で組む事となる。
その後もインドを舞台に英語作品を撮り、第2作『インドのシェイクスピア』（1965年）が第15回ベルリン国際映画祭の正式出品作品され、女優賞を受賞。その後、2本の映画をインドで録った後、BBCでドキュメンタリーを監督。
1972年にアメリカに戻り、知り合いだったアンディ・ウォーホルのファクトリーの面々も参加したブニュエル風のカルト作『野蛮人たち』を撮り、カンヌ国際映画祭の監督週間に参加。その後もテレビ映画などをジェームズ・メイソン、ペギー・アシュクロフトら名優を招いて撮り、1977年にはミュージカル『グリース』のスタッフを招いた3話のダンス映画『ローズランド』で、ブロードウェイの舞台俳優や、スターになる前の若きクリストファー・ウォーケンを起用した。
1979年、ヘンリー・ジェイムズの小説『ヨーロッパの人々』を映画化した『ヨーロピアンズ』が評判となり、1981年はジーン・リースの自叙伝的小説『カルテット』をイザベル・アジャーニ主演で映画化、彼女に第34回カンヌ国際映画祭主演女優賞をもたらし、共演のマギー・スミスにはイヴニング・スタンダード映画賞の主演女優賞に選ばれる演技を引き出した。以来、スター俳優が出演を熱望するようになる。
1986年には、大ヒット作『眺めのいい部屋』で第59回アカデミー賞3部門を受賞、続く『モーリス』では自身がヴェネツィア国際映画祭の監督賞にあたる銀獅子賞を受賞する。
1991年の『ハワーズ・エンド』ではカンヌ国際映画祭45周年特別賞を受賞。以後も、現代もの、時代ものにかかわらず文化の衝突と違い、選択を迫られるヒロインといった基本的なテーマで作品を作りつづけている。
長い間劇映画のクレジットに現れなかったが、アンドレ・アシマンの同名小説を原作とする2017年公開の『君の名前で僕を呼んで』で脚本を担当。批評的に大成功を収めた本作で第71回英国アカデミー賞脚色賞 および第90回アカデミー賞脚色賞 を初受賞したほか、全米脚本家組合賞脚色賞、クリティクス・チョイス・アワード脚色賞、サンフランシスコ映画批評家協会脚色賞、シカゴ映画批評家協会脚色賞、フロリダ映画批評家協会脚色賞、オースティン映画批評家協会脚色賞、オンライン映画批評家協会脚色賞などを受賞した。当時89歳でのアカデミー賞受賞は全カテゴリー に於ける最高齢受賞記録の樹立となっている。

## フィルモグラフィー

### 監督作品
太字はルース・プラワー・ジャブヴァーラ脚本作品
- Venice: Theme and Variations (1957) 短篇
- The Sword and the Flute (1959) 短篇
- 新婚生活 The Householder (1963) 日本はテレビ放映のみ
- The Delhi Way (1964) 中篇
- インドのシェイクスピア Shakespeare-Wallah (1964) 兼脚本　日本はテレビ放映のみ
- The Guru (1969) 兼脚本
- ボンベイ・トーキー Bombay Talkie (1970) 兼脚本　日本はテレビ放映・ビデオ発売のみ
- Adventures of a Brown Man in Seach of Civilization (1971)
- 野蛮人たち Savages (1972) 日本はビデオ発売及びテレビ放映のみ
- プリンセスの自叙伝 Autobiography of a Princess (1974) 日本はテレビ放映
- The Wild Party (1975)
- ローズランド Roseland (1977)
- マハラジャ・優雅なる苦悩 Hullaballoo over Georgie and Bonnie's Pictures (1978) 日本はテレビ放映・ビデオ発売
- ヨーロピアンズ（英語版） The Europeans (1979) 日本はテレビ放映・ビデオ発売のみ
- The 5:48 (1979) テレビアンソロジー「3 by Cheever」より
- マンハッタンのジェイン・オースティン Jane Austen in Manhattan (1980) 日本はビデオ発売・テレビ放映のみ
- カルテット Quartet (1981)
- 熱砂の日 Heat and Dust (1983)
- ボストニアン The Bostonians (1984)
- 眺めのいい部屋 A Room with a View (1986)
- モーリス Maurice (1987) 兼脚本
- ニューヨークの奴隷たち Slaves of New York (1989)
- ミスター&ミセス・ブリッジ Mr. & Mrs. Bridge  (1990)
- ハワーズ・エンド Howards End  (1992)
- 日の名残り The Remains of the Day  (1993)
- ジェファソン・イン・パリ/若き大統領の恋 Jefferson in Paris (1995)
- キング・オブ・フィルム/巨匠たちの60秒 Lumiere et Cie (1995) 複数の監督によるオムニバス
- サバイビング・ピカソ Surviving Picasso  (1996)
- シャンヌのパリ、そしてアメリカ A Soldier's Daughter Never Cries  (1998) 兼脚本
- 金色の嘘 The Golden Bowl  (2000)
- ル・ディヴォース/パリに恋して Le Divorce  (2003) 兼脚本
- 上海の伯爵夫人 The White Countess  (2005)
- 最終目的地 The City of Your Final Destination (2009)

### その他
- Helen, Queen of the Nautch Girls (1973）短篇　脚本
- The Courtesans of Bombay (1983）ドキュメンタリー
- 君の名前で僕を呼んで Call Me by Your Name（2017）脚本兼製作